# Jean Berveiller
Jean Marie Berveiller, född 1904, död 21 oktober 1976. Fransk tonsättare. Som organist var han elev till den store orgelpedagogen Marcel Dupré. I Berveillers musikaliska uttryckssätt kan spåras påverkan från både fransk orgelsymfonisk tradition och jazz. Cadence (Étude de Concert) (1953), Suite (1947), Épitaphe (1953) och Mouvement (1953, ännu outgiven) är mest kända. Alla dessa verk skrevs för den franska orgelvirtuosen Jeanne Demessieux, som ofta inkluderade Berveillers orgelverk i sina orgelkonserter. I gengäld dedicerade Demessieux sin orgelcykel Sept Méditations sur le Saint-Esprit, opus 6, till Berveiller. Demessieux spelade in Berveillers Mouvement på LP. 

## Verk
Orgel:
- Suite (Paris: Durand, 1950)
- Épitaphe (Paris: Durand, 1953)
- Cadénce: Étude de concert (Paris: Durand, 1953)
- Mouvement (1953, opublicerad)

Transkription:
- César Franck: Rédemption - Interlude Symphonique, transkriberad för orgel (opublicerad)